# Michał Szpakowski
Michał Szpakowski (Toruń, 23 de abril de 1989) es un deportista polaco que compite en remo.
Ganó dos medallas en el Campeonato Mundial de Remo, en los años 2014 y 2019, y ocho medallas en el Campeonato Europeo de Remo entre los años 2009 y 2020. Además, obtuvo una medalla de plata en el Campeonato Mundial de Remo en Sala de 2024.
Participó en tres Juegos Olímpicos de Verano, ocupando el séptimo lugar en Londres 2012 (ocho con timonel), el quinto en Río de Janeiro 2016 (ocho con timonel) y el séptimo en Tokio 2020 (cuatro sin timonel).

## Palmarés internacional
| Campeonato Mundial | Campeonato Mundial          | Campeonato Mundial | Campeonato Mundial |
| Año                | Lugar                       | Medalla            | Prueba             |
| ------------------ | --------------------------- | ------------------ | ------------------ |
| 2014               | Ámsterdam (Países Bajos)    | Medalla de bronce  | Ocho con timonel   |
| 2019               | Ottensheim (Austria)        | Medalla de oro     | Cuatro sin timonel |
| Campeonato Europeo |                             |                    |                    |
| Año                | Lugar                       | Medalla            | Prueba             |
| 2009               | Brest (Bielorrusia)         | Medalla de oro     | Ocho con timonel   |
| 2010               | Montemor-o-Velho (Portugal) | Medalla de plata   | Ocho con timonel   |
| 2011               | Plovdiv (Bulgaria)          | Medalla de oro     | Ocho con timonel   |
| 2012               | Varese (Italia)             | Medalla de oro     | Ocho con timonel   |
| 2013               | Sevilla (España)            | Medalla de plata   | Ocho con timonel   |
| 2017               | Račice (República Checa)    | Medalla de plata   | Ocho con timonel   |
| 2019               | Lucerna (Suiza)             | Medalla de plata   | Cuatro sin timonel |
| 2020               | Poznań (Polonia)            | Medalla de bronce  | Cuatro sin timonel |

| Campeonato Mundial | Campeonato Mundial      | Campeonato Mundial | Campeonato Mundial |
| Año                | Lugar                   | Medalla            | Prueba             |
| ------------------ | ----------------------- | ------------------ | ------------------ |
| 2024               | Praga (República Checa) | Medalla de plata   | 2000 m             |